# 石川哲郎
石川 哲郎（いしかわ てつろう、1933年9月4日 - ）は、日本の実業家である。雪印乳業代表取締役社長や、日本乳業協会会長、全国飲用牛乳公正取引協議会委員長を務めた。新潟県六日町（現:南魚沼市）出身。

## 人物・経歴
小樽商科大学卒業後、雪印乳業で財務部門を主に担当し、財務部長等を経て、1997年代表取締役社長に就任。全国飲用牛乳公正取引協議会委員長、日本乳業協会初代会長も務めた。雪印集団食中毒事件の責任を問われ2000年に雪印乳業社長を引責辞任した。直後に母校の小樽商科大学のOB会理事長に就任したが会員から反対されて間もなく辞任し、2016年時点で都内のマンションで家族と暮らしている。